# Perissomastix falcata
Perissomastix falcata är en fjärilsart som beskrevs av Petersen 1988. Perissomastix falcata ingår i släktet Perissomastix och familjen äkta malar.
Artens utbredningsområde är Iran. Inga underarter finns listade i Catalogue of Life.